# Chraboły (powiat białostocki)
Chraboły – wieś w Polsce położona w województwie podlaskim, w powiecie białostockim, w gminie Dobrzyniewo Duże.
Wieś królewska Chraboły, należąca do wójtostwa chrabołowskiego starostwa knyszyńskiego w 1602 roku, położona była w 1795 roku w ziemi bielskiej województwa podlaskiego.
Wierni kościoła rzymskokatolickiego należą do parafii św. Jana Apostoła i Ewangelisty w Knyszynie, zaś prawosławni mieszkańcy wsi należą do Podwyższenia Krzyża Świętego w Fatach.

## Historia
W 1529 r. trzech bartników wywodzących się z miejscowości Chraboły pod Bielskiem Podlaskim przydzielono na służbę do Puszczy Knyszyńskiej, gdzie dali początek dzisiejszym Chrabołom. Najprawdopodobniej wkrótce po założeniu wsi jej mieszkańcy wznieśli cerkiew, której istnienie potwierdzają kroniki z 1574 r.
W latach 1975–1998 miejscowość należała administracyjnie do województwa białostockiego. 

## Inne
| SIMC    | Nazwa     | Rodzaj    |
| ------- | --------- | --------- |
| 1010911 | Popowizna | część wsi |
| 0027045 | Szlachta  | część wsi |